# Reginald Earnshaw
Reginald „Reggie“ Earnshaw (* 5. Februar 1927 in Dewsbury, West Yorkshire; † 6. Juli 1941 an Bord des Handelsschiffs North Devon vor der Küste von Norfolk) ist wahrscheinlich der jüngste Mensch der während des Zweiten Weltkriegs bei den britischen Streitkräften getötet wurde.

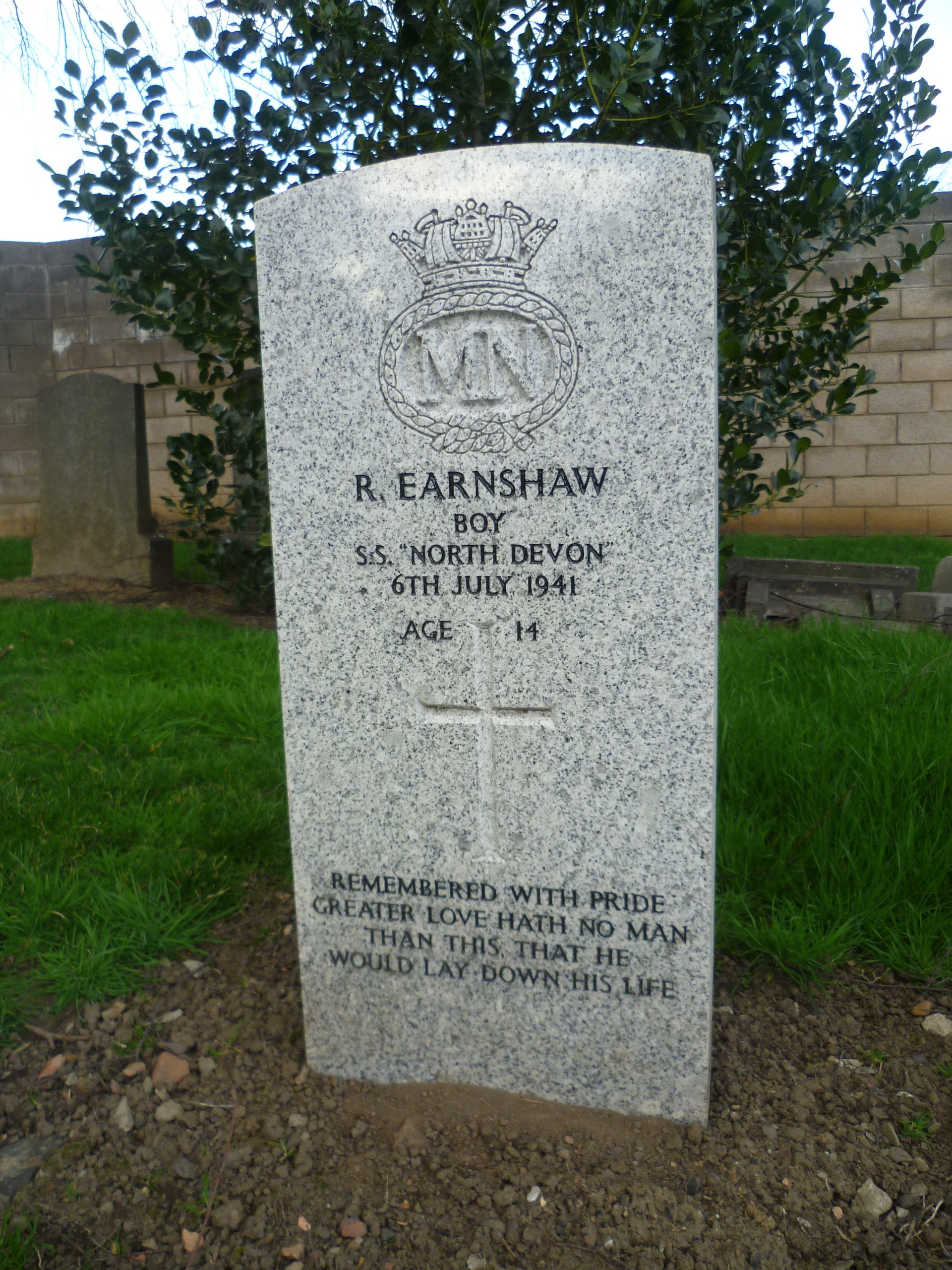
Earnshaws Grabstein, errichtet 2009 (Aufnahme: 2012)

## Leben
Earnshaw verließ sein Elternhaus in Granton bei Edinburgh in Schottland im Alter von 14 Jahren und trat im Februar 1941 in die Handelsmarine ein. Dabei gab er als Geburtsjahr 1926 an, um die Bestimmungen für das Mindestalter für die Einberufung von 15 Lebensjahren zu erfüllen. Auf dem Schiff SS North Devon arbeitete er als „Galley Boy“ (Kabinenboy). Dieses wurde am 6. Juli 1941 von deutschen Flugzeugen beschossen. Earnshaw starb bei diesem Angriff. Sein Leichnam wurde in einem namenlosen Grab auf dem Comely Bank Friedhof in Edinburgh beigesetzt. Das von einem seiner Kameraden mit einem landesweiten Aufruf gesuchte und mit Hilfe von Earnshaws Schwester aufgefundene Grab wurde im Jahr 2009 von der Commonwealth War Graves Commission, der Kriegsgräberfürsorge des Commonwealth, mit einem Grabstein aus Granit gekennzeichnet.